# Mu isamaa, mu õnn ja rõõm
Mu isamaa, mu õnn ja rõõm (estonio: Mi patria, mi fortuna y deleite) es el himno nacional de Estonia. Fue adoptado como himno nacional (riigihümn, o rahvushümn) de la República de Estonia en 1920, siendo retomado en 1990 tras la independencia de la Unión Soviética.

## Historia
La letra fue escrita por Johann Voldemar Jannsen en 1869, y la melodía por Fredrik Pacius en 1848  que también compuso la música del himno nacional de Finlandia; Maamme y de Livonia; Min izāmō, min sindimō. La canción fue presentada al público por primera vez durante el Gran Festival de la Canción de Estonia en 1869 y rápidamente se convirtió en el símbolo del nacionalismo estonio. 
Durante el periodo soviético, este himno fue totalmente prohibido, siendo cambiado por un nuevo himno himno estatal compuesto por Johannes Sempler y Gustav Ernesaks, aunque cada noche se podía escuchar  las retransmisiones del himno anterior gracias a la compañía pública finlandesa de radio y televisión, Yleisradio, cuya señal llegaba al norte de Estonia.

## Letra
| Estonio Mu isamaa, mu õnn ja rõõm, kui kaunis oled sa! Ei leia mina iial teal see suure, laia ilma peal, mis mul nii armas oleks ka, kui sa, mu isamaa! Sa oled mind ju sünnitand ja üles kasvatand; sind tänan mina alati ja jään sull' truuiks surmani, mul kõige armsam oled sa, mu kallis isamaa! Su üle Jumal valvaku, mu armas isamaa! Ta olgu sinu kaitseja ja võtku rohkest õnnista, mis iial ette võtad sa, mu kallis isamaa! | Español Mi patria, mi fortuna y deleite, ¡cuán hermosa eres! Yo nunca encontraré en el gran y ancho cielo Algo para mí tan encantador ¡Como tú, mi patria! Tú eres quien me alumbró, y me ha criado. Siempre te lo agradeceré, y te seré fiel hasta la muerte, La más amada eres tú, ¡Mi querida patria! Dios te proteja, ¡mi amada patria! que Él sea tu defensor, y seas ricamente bendecida en todo lo que hagas, ¡Mi querida patria! |